# Hámilton Ricard
Hámilton Ricard (n. 12 ianuarie 1974, Quibdó⁠(d), Columbia) este un fost fotbalist columbian.
Între 1995 și 2000, Ricard a jucat 27 de meciuri și a marcat 5 goluri pentru echipa națională a Columbiei. Ricard a jucat pentru naționala Columbiei la Campionatul Mondial din 1998.

## Statistici
| Columbia | Columbia | Columbia |
| An       | Meciuri  | Goluri   |
| -------- | -------- | -------- |
| 1995     | 3        | 1        |
| 1996     | 1        | 0        |
| 1997     | 13       | 3        |
| 1998     | 2        | 0        |
| 1999     | 6        | 1        |
| 2000     | 2        | 0        |
| Total    |          | 0        |